# Stenaphorura
Genre
Stenaphorura est un genre de collemboles de la famille des Tullbergiidae.

## Liste des espèces
Selon Checklist of the Collembola of the World (version du 20 septembre 2019) :
- Stenaphorura denisi Bagnall, 1935
- Stenaphorura gibsoni Murphy, 1965
- Stenaphorura japygiformis Absolon, 1900
- Stenaphorura lubbocki Bagnall, 1935
- Stenaphorura marionae Thibaud, 2002
- Stenaphorura metaparisi (Traser & Weiner, 1999)
- Stenaphorura quadrispina Börner, 1901
- Stenaphorura shaconage Bernard, 2016

## Publication originale
- Absolon, 1900 : Vorläufige Mittheilung über die Aphoruriden aus den Höhlen des mährischen Karstes. Zoologischer Anzeiger, vol. 23, p. 406-414 (texte intégral).